# Стилианос Кокинакис
Стилианос Кокинакис (на гръцки: Στυλιανός Κοκκινάκης) е гръцки революционер, деец на гръцката въоръжена пропаганда в Македония. Стилианос Кокинакис е роден в Аси Гония, област Ханя, остров Крит, тогава в Османската империя. Присъединява се към комитета на гръцката пропаганда в Македония и оглавява чета от 10 души.